# Гагуа, Руслан Борисович
Русла́н Бори́сович Га́гуа (бел. Руслан Барысавіч Гагуа) (род. 4 августа 1972, Гродно, Белорусская ССР) — белорусский историк и музыкант. Кандидат исторических наук, доцент.

## Биография
Родился 4 августа 1972 года в городе Гродно. В 1989 году окончил гродненскую СШ № 7, после чего в 1990—1992 годах проходил срочную службу в рядах ВС. В 2001 году с отличием окончил факультет истории и культуры Гродненского государственного университета имени Янки Купалы, в 2005 году завершил обучение в аспирантуре ГрГУ.
26 февраля 2008 года в Институте истории НАНБ защитил диссертацию на соискание учёной степени кандидата исторических наук по специальности «07.00.09 — историография, источниковедение и методы исторических исследований» по теме «Великая война с Тевтонским орденом (1409 – 1411): источники и историография». 30 декабря 2009 года решением ВАК Республики Беларусь Р. Б. Гагуа было присвоено учёное звание доцента по специальности «История».
После нескольких лет работы учителем истории в Ласицкой средней школе (д. Ласицк Пинского района), а также гимназии № 3 города Пинска Р. Б. Гагуа получил место ассистента в Пинском филиале БГЭУ (2004 г.), где занимался преподавательской деятельностью вплоть до основания Полесского государственного университета в 2006 году. В настоящее время является доцентом кафедры гуманитарных наук, философии и права ПолесГУ.
В область научных интересов Р. Б. Гагуа входит история Великого княжества Литовского, Польши и Тевтонского ордена в период Средних веков. Специализируясь на источниковедении и историографии, Р. Б. Гагуа является автором монографии, нескольких научно-методических пособий, а также более чем 50 научных публикаций в Беларуси и за рубежом. Является крупным специалистом по истории военных конфликтов Польши и Литвы с Тевтонским орденом, в частности, по Великой войне и Грюнвальдской битве.
Р. Б. Гагуа является гитаристом и автором песен музыкального коллектива «Red Cat» (Красный кот). Пинская группа Red Cat существует с декабря 2005 г. и играет, в основном, в стиле Hard’n’heavy с элементами фольк-рока. В 2009 г. был записан дебютный студийный альбом группы, который в том же году был издан под названием «The Rat`s Hole of a Sad Rose».

## Мнения о монографии «Грюнвальд в источниках: „Хроника конфликта Владислава, короля Польши, с крестоносцами в год Христов 1410“» (2009 г.)
Книга посвящена одному из основных источников к исследованию событий Грюнвальдской битвы. Это первое монографическое издание в Беларуси о Грюнвальде, которое вышло тиражом 200 экземпляров.
«Хроника конфликта» стала объектом внимания разных авторов, однако обстоятельный анализ источника, по словам автора книги, не проводился до сих пор ни в Беларуси, ни на постсоветском пространстве.
В своей работе Руслан Гагуа воспользовался немецкими и польскими хрониками XV века на латинском и старонемецком языках. Он по-новому пытается интерпретировать произошедшие под Грюнвальдом события. По словам историка, его трактовка достаточно сильно отличается от точки зрения, принятой большинством представителей белорусской исторической науки. Так, по-другому рассматривается роль смоленских полков в сражении, структура войск, принимавших участие в битве, потери и т. д.

Академик Александр Коваленя считает, что по средневековой тематике в белорусской исторической науке не хватает работ.
— В мире опубликованы в различных изданиях свыше 1000 материалов. Из них примерно 250—300 — это те, что опубликованы научными сотрудниками. В нашей стране эта проблема прозвучала лишь в нескольких крупных изданиях: Гагуа, кандидата наук, и издание доктора наук, профессора Бохана.

## Научные работы

### Монографии и диссертации
- Гагуа Р. Б. Великая война с Тевтонским орденом (1409—1411): источники и историография / Диссертация на соискание ученой степени кандидата исторических наук. — Минск, 2008.
- Гагуа Р. Б. Грюнвальд в источниках: «Хроника конфликта Владислава, короля Польши, с крестоносцами в год Христов 1410» Архивная копия от 21 апреля 2021 на Wayback Machine. — Пинск: ПолесГУ, 2009. — 208 c.

### Учебно-методические пособия
- Гагуа Р. Б., Федечко С. А. История Беларуси. — Пинск: ПолесГУ, 2009. — 52 с.
- Лозицкий В. Л., Гагуа Р. Б. История средних веков: XIV—XV вв. ответы на вопросы и задания учебного пособия «История средних веков, XIV—XV вв. 7 класс». — Минск: Юнипресс, 2010. — 192 с.
- Лозицкий В. Л., Гагуа Р. Б. Всемирная история. 11-й класс: ответы на вопросы учебного пособия «Всемирная история, XIX — начало XXI в. 11 класс». — Минск: Юнипресс, 2010. — 320 с.

### Статьи в научных журналах и сборниках
- Гагуа Р. Б. Великая война с Тевтонским орденом 1409—1411 гг. в исследованиях С.-М. Кучиньского // Веснік Гродзенскага дзярж. ун-та імя Я. Купалы. Сер. 1. Гуманітарныя навукі. — 2006. — № 3 (39). — С. 9—13.
- Гагуа Р. Б. Военная организация армий в сражении при Грюнвальде // Вестник Полесского государственного университета. Серия общественных и гуманитарных наук. — 2009. — № 1. — С. 25—32.
- Гагуа Р. Б. Вялікая вайна Вялікага Княства Літоўскага і Каралеўства Польскага з Тэўтонскім ордэнам у 1409—1411 г. // Гістарычны альманах. — 2003. — Т. 8. — С. 145—166.
- Гагуа Р. Б. Грунвальдская бітва // Беларус. гіст. часоп. — 2010. — № 7. — С. 3—14.
- Гагуа Р. Б. Грунвальдская бітва ў паведамленнях Энеа Сільвіа Пікаламіні // Гістарычны альманах. — 2010. — Т. 16. — С. 2—8.
- Гагуа Р. Б. Грюнвальдская битва в отечественной и зарубежной историографии // Беларуская думка. — 2010. — № 8. — С. 58—67.
- Гагуа Р. Б. Грюнвальдская битва 1410 года: итоги и перспетивы исследования // Нёман — 2010. — № 6. — С. 181—184.
- Гагуа Р. Б. Западноевропейская и американская историография Великой войны с Тевтонским орденом в 1409—1411 годах // Веснік Гродзенскага дзярж. ун-та імя Я. Купалы. Сер. 1. Гуманітарныя навукі. — 2005. — № 3 (33). — С. 35-42.
- Гагуа Р. Б. Извлечения из Военной книги орденского города Эльбинг, содержащие сведения о борьбе крестоносцев против Великого княжества Литовского в 1383—1409 годах Архивная копия от 1 июля 2015 на Wayback Machine // Веснік Палескага дзяржаўнага універсітэта. Сэрыя грамадскіх і гуманітарных навук: научно-практический журнал. — Пинск: ПолесГУ, 2013. — № 2. — С. 39—46.
- Гагуа Р. Б. Лісты Ягайлы і ананімія «Хроніка канфлікту» як крыніцы па даследванню Грундвальскай бітвы // Гістарычны альманах. — 2007. — Т. 13. — С. 119—140.
- Гагуа Р. Б. Литовская историография Великой войны с Тевтонским орденом (1409—1411) // Problemy cywilizacyjnego rozwoju Bialorosji, Polski, Rosji i Ukrainy od końca XVIII do XXI wieku: zb. nauk. art. / Wydawnictwo Uniwersytetu Jagiellońskiego; pod red. P. Franaszka, A.N. Nieczuchrina. — Kraków, 2007. — Wyd. 1. — S. 89—92.
- Гагуа Р. Б. Малоизвестные сообщения источников о Грюндвальдской битве. Материалы для учителя // Гісторыя праблемы выкладання. — 2010. — № 5. — С. 61—62; № 9. — С. 57—61.
- Гагуа Р. Б. Методологические проблемы работы с источниками по истории ВКЛ в период развитого и позднего средневековья // Вестнік ГрГУ. — 2008. — № 3 (72). — С. 41—43.
- Гагуа Р. Б. Российская и белорусская историография сражения при Грюнвальде // Веснік Гродзенскага дзярж. ун-та імя Я. Купалы. Сер. 1. Гуманітарныя навукі. — 2003. — № 2 (20). — С. 15—22.
- Гагуа Р. Б. Старшая Ливонская рифмованная хроника о неудачном походе Миндовга на Анботен Архивная копия от 1 июля 2015 на Wayback Machine // Веснік Палескага дзяржаўнага універсітэта. Серыя грамадскіх і гуманітарных навук. — Пинск: ПолесГУ, 2012. — № 2. — С. 31—36.
- Гагуа Р. Б. Тевтонский орден и образование Великого княжества Литовского // Вестник Полесского государственного университета. Серия общественных и гуманитарных наук. — 2008. — № 2. — C. 48—53.
- Гагуа Р. Б. Тевтонский орден и образование Великого Княжества Литовского // Государство, религия, церковь в России и за рубежом. — М., 2009. — № 2. — С. 156—162.
- Гагуа Р. Б. Хроніка канфлікту Ўладіслава караля Польшчы з крыжакамі ў год хрыстоў 1410 Архивная копия от 12 апреля 2011 на Wayback Machine // Беларускі археаграфічны штогоднік. — 2005. — № 6. — С. 61—69.
- Гагуа Р. Б. «Хроника конфликта…» как один из основных источников для исследования Грюнвальдской битвы 1410 года в отечественной и зарубежной историографии // Веснік Гродзенскага дзярж. ун-та імя Я. Купалы. Сер. 1. Гуманітарныя навукі. — 2009. — № 3 (86). — С. 31—35.
- Гагуа Р. Б. Крыніцы для дасьледаваньня Грунвальдзкай бітвы і Вялікай вайны ВКЛ і Польшчы супраць Тэўтонскага ордэну (1409—1411 гг.) // Arche. — 2010. — № 10. — С. 156—212.
- Гагуа Р. Б. Характер ведения военных действий на прусско-литовском пограничье на рубеже XIII и XIV столетий Архивная копия от 1 июля 2015 на Wayback Machine // Веснік Палескага дзяржаўнага універсітэта. Серыя грамадскіх і гуманітарных навук: научно-практический журнал. — Пинск: ПолесГУ, 2014. — № 2. — С. 22—24.

### Материалы конференций
- Гагуа Р. Б. Внешняя политика ВКЛ в 1386—1409 г. // Гісторыя Беларусі: новае ў даследавані і выкладанні: матэрыялы Рэсп. навук.-практ. канф., прысвеч. 80-годдзю БДПУ ім. М.Танка, Мінск, 25 кастрычніка 2002 г. / Бел. дзярж. пед. ун-т; рэдкал.: У. В. Тугай (гал. рэд.) [і інш.]. — Мінск, 2002. — Вып. 2. — С. 8-10.
- Гагуа Р. Б. Грюнвальдская битва как национальный символ в белорусской культуре, Этносоциальные и конфессиональные процессы в современном обществе: материалы междунар. науч. конф. // Гродно, 8-9 декабря 2005 г. / Гродн. гос. ун-т; отв. ред. проф. М. А. Можейко. — Гродно, 2006. — С. 328—329.
- Гагуа Р. Б. Зарубежная историография сражения при Грюнвальде // Шляхі развіцця інтэлекта і творчасці маладых: «Работа з адоранай студэнцкай і вучнёўскай моладзю: стан, формы і метады, перспектывы развіцця»: матэрыялы рэсп. навук.-практ. канф., Гродна, 5-6 мая 2000 г. / Гродн. гос. ун-т; рэдкал.: А. У. Богуш (гал. рэд.) [і інш.]. — Гродна, 2001. — С. 436—439.
- Гагуа Р. Б. Крыніцы бітвы пры Грунвальдзе // Актуальныя праблемы гісторыі Беларусі: стан, здабыткі і супярэчнасці, перспектывы развіцця: матэрыялы рэсп. навук. канф., Гродно, 3-4 мая 2002 г.: в 4 ч. / Гродн. гос. ун-т: пад рэд. І.П. Крэнь. — Гродна, 2003. — Ч. 1. — С. 436—439.
- Гагуа Р. Б. Летописные сообщения о битве при Воплавках 7 апреля 1311 года // Актуальные проблемы источниковедения: материалы международной научно-практической конференции к 135-летию со дня рождения В. И. Пичеты, Минск-Витебск, 9—11 октября 2013 г. — Витебск: ВГУ имени П. М. Машерова, 2013. — С. 110—113.
- Гагуа Р. Б. О тактическом ходе сражения при Грюнвальде // Свежий ветер’ 99: сб. науч. работ студентов ГрГУ им. Янки Купалы / Гродн. гос. ун-т; под ред. А. И. Буть. — Гродно, 1999. — С. 93-95.
- Гагуа Р. Б. О числе польских хоругвей в битве под Грюнвальдом // НИРС — 2003: VIII Респ. науч.-техн. конф. студентов и аспирантов, Минск, 9-10 декабря 2003 г.: в 7 ч. / Бел. нац. техн. ун-т; редкол.: Б. М. Хрусталёв [и др.]. — Минск, 2003. — Ч. 6: Теория, методика и психология преподавания. Правоведение. История. Филологические науки. — С. 123—124.
- Гагуа Р. Б. Польская довоенная историография Грюнвальдской битвы // VII межвузовская научно-методическая конференция молодых учёных, посвящённая 60-летию университета: сб. материалов VII межвуз. науч.-метод. конф., посвящ. 60-летию ун-та, Брест, 20 мая 2005 г. / Брест. гос. ун-т; под общ. ред. А. А. Горбацкого. — Брест, 2005. — С. 117—119.
- Гагуа Р. Б. Проблема бегства армии ВКЛ в битве под Грюнвальдом // Славянскі свет: мінулае і сучаснае: матэрыялы Рэсп. навук. канф., 26 сакавіка 2004 г.: в 3 ч. / Бел. дзярж. пед. ун-т; рэдкал.: А. П. Жытко (гал. рэд.) [і інш.]. — Мінск, 2004. — Ч.1. — С. 17-22.
- Гагуа Р. Б. Роль экономических источников в исследовании Грюнвальдской битвы // Социально-экономическое и гуманитарное развитие Белорусского общества в XXI веке: материалы респ. науч. конф. студентов, магистрантов, аспирантов, Минск, 16 декабря 2004 г. / Бел. гос. экон. ун-т; редкол.: И. Л. Василец [и др.]. — Минск, 2005. — С. 457—459.
- Гагуа Р. Б. Сражение при Грюнвальде в историографии времён Второй мировой войны // Победа в Великой Отечественной войне — величайшее событие XX века: тезисы докладов науч.-теор. конф., посвящ. 60-летию победы в Великой Отечественной войне. Пинск, 4 мая, 2004 г. / УО Пинск. гос. высш. банк. колледж Нац. банка РБ; отв. ред. М. В. Цуба. — Пинск, 2005. — С. 49-52.
- Гагуа Р. Б. Швейцарские хроники о битве при Грюнвальде // Содружество наук. Барановичи-2005: материалы Междунар. науч.-практ. конф. молодых исследователей, Барановичи, 22 февраля 2005 г.: в 2 ч. / УО Баран. гос. ун-т; редкол.: В. И. Кочурко (гл. ред.) [и др.]. — Барановичи, 2005. — Ч. 1. — С. 203—204.
- Гагуа Р. Б., Ноздрин А. Некоторые неучтённые находки предметов средневекового вооружения на территории Пинского района, Механизм формирования социально-экономического развития регионов Республики Беларусь в условиях перехода к рыночной экономике: материалы науч.-практ. конф. // Пинск, 21-22 февраля 2006 г. — Минск, БГЭУ, 2006. — С. 109—110.
- Гагуа Р. Б. Горбачук О. М. Верительная грамота Короля Владислава Ягайлы магистру Тевтонского ордена как источник для исследования политической культуры в средние века, Материалы междунар. Науч.-практ. конф. // 25-26 мая 2006 г., Гродно / под ред. д-ра полит., проф В. Н. Ватыля. — Гродно: ГрГУ, 2006. — 69-71 с.
- Гагуа Р. Б. Грюнвальдская битва в воспитании патриотизма при преподавании истории, Идеологическая работа и меры по её совершенствованию: тезисы докладов межвуз. препод.-студен. науч. конф., Пинск, 25 мая 2006 г. // УО Пинск. гос. высш. банк. Колледж НБ РБ; отв. ред. М. В. Цуба. — Пинск, 2006. — С. 99-102.
- Гагуа Р. Б. Несколько замечаний по поводу участия в сражении при Грюнвальде хоругви из Мейсена, Актуальные проблемы из исторического прошлого и современности в общественно-гуманитарных и социо-религиоведческих науках Беларуси, ближнего и дальнего зарубежья: материалы междунар. науч.-теор. конф. // Витебск, 19-20 апреля 2007 г. / Вит. гос. ун-т; редкол.: В. А. Космач (гл. ред.) [и др.]. — Витебск, 2007. — Ч. 1. — С. 215—216.
- Гагуа Р. Б. Культурно-ценностное пространство в зеркале глобализации, Материалы Международной научно-практической конференции "Наука. Образование. Технологии — 2008 // 21 марта 2008 г., Барановичи, Респ. Беларусь / редкол. : Н. В. Зайцева (гл. ред.) [и др.]. — Барановичи: РИО БарГУ, 2008. — с.26-27.
- Гагуа Р. Б. Периодизация Белорусского средневековья, Материалы второй международной научно-практической конференции «Устойчивое развитие экономики: состояние, проблемы, перспективы» // Полесский государственный университет, г. Пинск, Республика Беларусь, 15-17 апреля 2008 г. — с. 171—172.
- Гагуа Р. Б. Крещение ВКЛ в 1387 г. как фактор изменения вектора внешней политики Ягайло, Сборник научных статей «Хрысціянства у гістарычным лесе беларускага народа». / Гродно, ГрГУ ім. Я. Купалы, 2008 г. — С. 62—64.
- Гагуа Р. Б. Просветительская и религиозная деятельность Тевтонского ордена в настоящее время // Материалы международной научно-практ. конференции, посвящ. 1020 летию крещения Руси. «Просвещение, свидетельство, проповедь». — Мн.: Институт теологии БГУ, 2008. — С. 85-87
- Гагуа Р. Б. Неязычество в Беларуси // материалы III международной научно-практической конференции «Устойчивое развитие экономики: состояние, проблемы, перспективы». — Пинск: ПолесГУ, 2009. — С. 8—9.
- Гагуа Р. Б. Сражение при Грювальде в трудах историков США и Великобритании // материалы IV Международной научной конференции: «Культура, наука в современном мире». — Гродно: ГГАУ, 2009. — С. 110—113.
- Гагуа Р. Б. Рукопись Мошинского как источник по истории Пинска в XVII веке // Гісторыяграфія і крыніцы па гісторыі гарадоў і працэсаў урбанізацыі ў Беларусі: Зборнік навуковых артыкулаў / ГрДУ імя Я. Купалы. Гродна: ГрДУ, 2009. — С. 214—218 Архивная копия от 22 декабря 2014 на Wayback Machine.
- Гагуа Р. Б. Плоды Грюнвальда // Устойчивое развитие экономики: состояние, проблемы, перспективы : материалы IV междунар. науч.-практ. конф., Пинск, 20-22 мая 2010 г. / Полес. гос. ун-т; редкол. : К. К. Шебеко [и др.]. — Пинск, 2010. — С. 81-82.

## Список осуществленных Р. Б. Гагуа переводов с латыни на русский язык, большинство из которых переведены впервые
- «Хроника конфликта Владислава короля Польши с крестоносцами в год Христов 1410».
- Письмо Ягайлы королеве Анне от 16 июля 1410 г.
- Письмо Ягайлы познанскому епископу Альберту от 16 июля 1410 г.
- Отрывки трудов «О мужах выдающихся», «О Ливонии» Энеа Сильвио Пикколомини.
- Из Хроники Сигизмунда Розица (1470 г.).
- Донесение великого маршала Тевтонского ордена великому магистру о событиях в Жемайтии весной 1409 года.
- Из Хроники князей польских (XIV—XV вв.).
- Акт Кревской унии 14 августа 1385 г.
- Из Краткой Хроники Силезии.
- Из Малых Богемских Анналов (XV в.).
- Из Хроники Богемии (1344—1411 гг.).
- Из Ратиборской Хроники.

## Упоминание работ Р. Б. Гагуа в статьях других исследователей
- Бохан Ю. Вайсковы патэнцыял праціўнікаў у Грунвальдскай бітве Архивная копия от 22 декабря 2014 на Wayback Machine // Навагрудчына ў гістарычна-культурнай спадчыне Еўропы (да 600-годдзя Грунвальдскай бітвы). — Навагрудак: Рыфтур, 2010. — С. 15—28.
- Гулевич В. П. Крым и «Императоры Солхата» в 1400—1430 гг.: Хронология правления и статус правителей // Золотоордынское обозрение. — 2014. — № 4. — С. 166—197.
- Дзярнович О. И. Конец экспансии или противостояния? Грюнвальд: от хроник до историографии // Судьбы славянства и эхо Грюнвальда: Выбор пути русскими землями и народами Восточной Европы в Средние века и раннее Новое время (к 600-летию битвы при Грюнвальде/Танненберге). Материалы международной научной конференции. — СПб.: Любавич, 2010. — С. 103—108.
- Казакова Т. П. Мастацкае асэнсаванне Грунвальдскай бітвы ў «Хроніцы Канфлікту Уладзіслава, караля Польшчы, з крыжакамі» Архивная копия от 22 декабря 2014 на Wayback Machine // Мова — Літаратура — Культура: Матэрыялы VI Міжнароднай навуковай канферэнцыі ў 2—х частках. — Мінск: БДУ, 2011. — Ч. 2. — С. 132—135.
- Клімовіч А. У. Жанр воінскай аповесці ў беларуска-літоўскіх летапісах Архивная копия от 5 марта 2016 на Wayback Machine // Беларускае літаратуразнаўства. — Вып. 10. — Мінск: БДУ, 2012. — С. 49—54.
- Колесник Э. Г., Новоселов М. Ю. Грюнвальдская битва: Итоги и последствия // В мире научных открытий. — 2013. — № 9.1. — 50—63.
- Ліцкевіч А. «De magna strage, альбо Пра вялікае пабоішча»: Польскі трактат XV стагоддзя пра Грунвальдскую бітву Архивная копия от 27 декабря 2014 на Wayback Machine // Беларуская думка. — 2010. — № 6. — С. 86—90.
- Лицкевич О. Формула Грюнвальда Архивная копия от 27 декабря 2014 на Wayback Machine // Беларуская думка. — 2010. — № 12. — С. 76—81.
- Михайловская Л. Л. Рецензия: Мечысловас Ючас. Грунвальдская бітва. Вільня; Беласток, 2010 Архивная копия от 27 октября 2016 на Wayback Machine // Российские и славянские исследования. — Минск: БГУ, 2010. — Вып. 6. — С. 324—328.
- Морозова С. Юбилейные даты истории ВКЛ как предмет консолидации/дезинтеграции белорусской нации Архивная копия от 1 июля 2015 на Wayback Machine // Acta humanitarica universitatis Saulensis. — 2009. — T. 9. — С. 222—228.
- Нечухрин А. Н. Формирование центра историографических исследований в гродненском государственном университете имени Янки Купалы (недоступная ссылка) // Развитие методологических исследований и подготовка кадров историков в республике Беларусь, Российской федерации и республике Польша: Сборник научных статей. — Гродно: ГрГУ, 2012. — С. 76—84.
- Праневіч Г. М. Ад «Прускай вайны» Яна Вісліцкага да «Песні пра зубра» Міколы Гусоўскага: Кантрапункты вайны і міру (недоступная ссылка) // Веснік Брэсцкага ўніверсітэта. Серыя 3. Філалогія, педагогіка, псіхалогія. — № 2. — 2011. — С. 59—68.
- Шаланда А. «Banderia Lithwanorum et Ruthenorum» (Да праблемы сімволікі харугваў войска ВКЛ у бітве пад Грунвальдам у 1410 г.) Архивная копия от 22 декабря 2014 на Wayback Machine // Навагрудчына ў гістарычна-культурнай спадчыне Еўропы (да 600-годдзя Грунвальдскай бітвы). — Навагрудак: Рыфтур, 2010. — С. 39—49.
- Kwiatkowski K. New Research into the Battle of Grunwald/Tannenberg/Žalgiris. Attempt at an Overview // Roczniki Historyczne/Historical Annals. — 2013. — T. LXXIX. — S. 153—182.